# ア・ビガー・バン
『ア・ビガー・バン』(A Bigger Bang)は、2005年にリリースされた、ローリング・ストーンズのアルバム。

## 概要
『ブリッジズ・トゥ・バビロン』以来8年ぶりのスタジオ・アルバム。
リックス・ツアーの時から計画されており、一部この作品のために曲も用意されてあったため、ツアー終了前後にメンバーの口からも「近いうちにアルバムが出せると思う」という発言がなされていた。
しかしメンバーの平均年齢も60歳に達しており、さすがに往年のアルバムの充実さに対して期待は薄かった。しかし蓋を開けてみれば、『ローリング・ストーン』誌では「70年代のアルバムに並ぶ傑作」と評されるなど、ここ最近にない充実したアルバムと評価され、新旧のファンからも評価を得られるほどの内容だった。このアルバムを制作するにあたり、キース・リチャーズはミック・ジャガーの家に何か月も泊まり込み、作成するという熱の入れようだったという。「こういう事は60年後半以来のことだ」と後にチャーリー・ワッツは語っている。
一部、ロン・ウッドが参加しておらず、ミック、キース、チャーリーの3人だけで録った曲があったり、全曲でミックがギターを演奏しているなどといった、やや変則的な一面もある。全米で3位、全英で2位、日本でも5位を記録した。
後に、ボーナスDVDを組にしたスペシャル・エディションがリリースされた。

## ワールド・ツアー
『A BIGGER BANG』と題されたワールド・ツアーが2005年8月21日にボストン、フェンウェイ・パークを皮切りに開催され、北米公演後2006年春には日本公演を含む極東ツアーが行われた。日本公演は、2006年3月22日から4月5日までの5公演。4月8日には上海公演も行われたものの、一部の曲はその歌詞内容から演奏が見送られた。2006年の夏はヨーロッパ・ツアー、秋には北米に戻り、11月のカナダ公演で小休止。翌年の2007年の春から夏にかけてのヨーロッパツアーをもって公演終了となった。
3年間に渡って延べ147公演を行い、468万人を動員。5億ドルを超える興業収入を叩き出し、当時の世界記録を樹立した。現在の興業収入記録は、2009年から2011年にかけて行われたU2の『360°Tour』で、7億ドルを超えている。

## 収録曲
全曲ジャガー・リチャーズ作詞作曲
1. ラフ・ジャスティス - Rough Justice 3:13
2. スローで行こう - Let Me Down Slow 4:15
3. イット・ウォント・テイク・ロング - It Won't Take Long 3:54
4. レイン・フォール・ダウン - Rain Fall Down 4:54
5. ストリーツ・オブ・ラヴ - Streets of Love 5:10
6. バック・オブ・マイ・ハンド - Back of My Hand 3:33
7. 彼女の視線 - She Saw Me Coming 3:12
8. ビゲスト・ミステイク - Biggest Mistake 4:06
9. 虚しい気持ち - This Place is Empty 3:17
10. Oh No、ノット・ユー・アゲイン - Oh No, Not You Again 3:47
11. デンジャラス・ビューティー - Dangerous Beauty 3:48
12. 孤独な旅人 - Laugh, I Nearly Died 4:54
13. スウィート・ネオ・コン - Sweet Neo Con 4:34
14. 猫とお前と - Look What the Cat Dragged in 3:58
15. ドライヴィング・トゥー・ファスト - Driving Too Fast 3:57
16. インフェミー - Infamy 3:48

## 参加ミュージシャン
- ミック・ジャガー – リード・ボーカル / バックグラウンド・ボーカル / ギター / ハーモニカ / キーボード / ベース / パーカッション
- キース・リチャーズ – ギター / リード・ボーカル(『This Place is Empty』、『Infamy』) / バックグラウンド・ボーカル / キーボード / ベース
- ロニー・ウッド – ギター
- チャーリー・ワッツ – ドラムス / パーカッション

### サポートミュージシャン
- ダリル・ジョーンズ – ベース
- チャック・リーヴェル – ピアノ, オルガン(『Rough Justice』、『It Won't Take Long』、『Streets of Love』、『Biggest Mistake』、『Driving Too Fast』)
- ブロンディ・チャップリン – バックグラウンド・ボーカル(『She Saw Me Coming』、『Infamy』)
- マット・クリフォード – キーボード / アレンジ&プログラミング / ヴィブラフォン(『Rain Fall Down』、『Streets of Love』)
- レニー・カストロ – パーカッション(『Look What the Cat Dragged In』)
- ドン・ウォズ - ピアノ(『This Place is Empty』)

## ボーナスDVD
1. Streets of Love (Video)
2. Streets of Love (TV Performance)
3. Rough Justice (TV Performance)
4. Electronic Press Kit
5. Under The Radar + Picture Gallery
6. Don't Wanna Go Home + Picture Gallery
7. Rain Fall Down (Ashley Beedle's Heavy Disco Vocal Re-edit)